# Bone Gap
Bone Gap és una població dels Estats Units a l'estat d'Illinois. Segons el cens del tenia 272 habitants.

## Demografia
Segons el cens del 2000, Bone Gap tenia 272 habitants, 99 habitatges, i 80 famílies. La densitat de població era de 175 habitants/km².
Dels 99 habitatges en un 38,4% hi vivien nens de menys de 18 anys, en un 67,7% hi vivien parelles casades, en un 12,1% dones solteres, i en un 18,2% no eren unitats familiars. En el 18,2% dels habitatges hi vivien persones soles el 9,1% de les quals corresponia a persones de 65 anys o més que vivien soles. El nombre mitjà de persones vivint en cada habitatge era de 2,75 i el nombre mitjà de persones que vivien en cada família era de 3,07.
Per edats la població es repartia de la següent manera: un 27,9% tenia menys de 18 anys, un 12,9% entre 18 i 24, un 24,6% entre 25 i 44, un 23,2% de 45 a 60 i un 11,4% 65 anys o més.
L'edat mediana era de 32 anys. Per cada 100 dones de 18 o més anys hi havia 84,9 homes.
La renda mediana per habitatge era de 27.813 $ i la renda mediana per família de 33.214 $. Els homes tenien una renda mediana de 21.354 $ mentre que les dones 17.500 $. La renda per capita de la població era de 10.804 $. Aproximadament el 15,8% de les famílies i el 25,1% de la població estaven per davall del llindar de pobresa.

## Poblacions més properes
El següent diagrama mostra les poblacions més properes.